# Христо Чочков
Христо Иванов Чочков е български общественик, просветен деец и публицист от Македония.

## Биография
Христо Чочков е роден в град Велес. Негова родственичката е Люба Чочкова, майка на Венко Марковски. Работи като български учител във Велес.  В 1918 година завършва история в Софийския университет. Преселва се в България, където работи като банков чиновник. През 20-те години на XX век е съветник на Велешкото благотворително братство и същевременно изследва историята на родния си град и е автор на две задълбочени изследвания за Велес.  В 1933 година завършва право в Софийския университет. Работи в Македонската кооперативна банка.
По време на освобождението на Вардарска Македония през Втората световна война, синът му, Георги е кмет на Чашка от 13 август 1941 година до 23 юли 1942 година и на Щръбце от 23 юли 1942 година до 2 ноември 1942 година.